# Andrena decollata
Andrena decollata är en biart som beskrevs av Warncke 1974. Andrena decollata ingår i släktet sandbin, och familjen grävbin. Inga underarter finns listade i Catalogue of Life.